# Taxco, Tabasco
Taxco är en ort i Mexiko.   Den ligger i kommunen Nacajuca och delstaten Tabasco, i den sydöstra delen av landet, 700 km öster om huvudstaden Mexico City. Taxco ligger 9 meter över havet och antalet invånare är 2 016.
Terrängen runt Taxco är mycket platt. Runt Taxco är det tätbefolkat, med 343 invånare per kvadratkilometer. Närmaste större samhälle är Villahermosa, 18,7 km söder om Taxco. Trakten runt Taxco består till största delen av jordbruksmark.